# NBA Shooting Stars Competition
La NBA Shooting Stars Competition è stata una gara di tiri che ha fatto parte, dal 2004 al 2016,del programma dell'All-Star Weekend.
Si svolgeva il sabato prima dell'All-Star Game e consisteva in una gara di tiri tra 4 squadre rappresentanti altrettante città o stati americani. Ogni squadra era composta da tre giocatori: una giocatrice WNBA e due della NBA (un ex ed uno ancora in attività).

## Albo d'oro
- 2004: Los Angeles Lakers: Derek Fisher, Lisa Leslie, Magic Johnson  (43.9 secondi)[1];
- 2005: Phoenix: Shawn Marion, Diana Taurasi, Dan Majerle  (28 secondi)[2];
- 2006: San Antonio: Tony Parker, Kendra Wecker, Steve Kerr  (25.1 secondi**)[3];
- 2007: Detroit: Chauncey Billups, Swin Cash, Bill Laimbeer  (50.5 secondi)[4];
- 2008: San Antonio: Tim Duncan, Becky Hammon, David Robinson (35.8 secondi)[5];
- 2009: Detroit:  Arron Afflalo, Katie Smith, Bill Laimbeer (58.4 secondi)[6];
- 2010: Texas:  Dirk Nowitzki, Becky Hammon e Kenny Smith (34.3 secondi)[7];
- 2011: Atlanta:  Al Horford, Coco Miller e Steve Smith (70 secondi)[8];
- 2012: New York: Landry Fields, Cappie Pondexter, Allan Houston (37.3 secondi)[9].
- 2013: Team Bosh: Chris Bosh, Swin Cash, Dominique Wilkins (89.0 secondi)
- 2014: Team East: Chris Bosh, Swin Cash, Dominique Wilkins (31.4 secondi)
- 2015: Team Bosh: Chris Bosh, Swin Cash, Dominique Wilkins (57.6 secondi)